# 韦斯普奇滨河路
43°46′22.79″N 11°14′33.23″E / 43.7729972°N 11.2425639°E

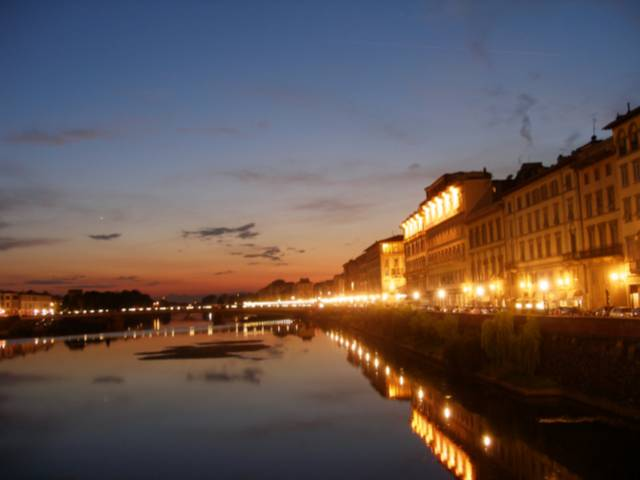
夜景

亚美利哥·韦斯普奇滨河路（Lungarno Amerigo Vespucci）是意大利佛罗伦萨的一条优雅的滨河路，位于阿诺河北岸，从卡瑞拉桥（Ponte alla Carraia）桥头的哥尔多尼广场（piazza Goldoni）到胜利桥（Ponte alla Vittoria）桥头环形林荫大道上的维托里奥·威尼托广场（piazza Vittorio Veneto）。此路中段有诸圣广场（piazza Ognissanti）。
这条滨河路开辟于1853年，拆除了河边的一些建筑，最初称为“新滨河路”（"Lungarno Nuovo"），1857年以航海家亚美利哥·韦斯普奇命名。亚美利哥·韦斯普奇的家族就居住在诸圣堂堂区。

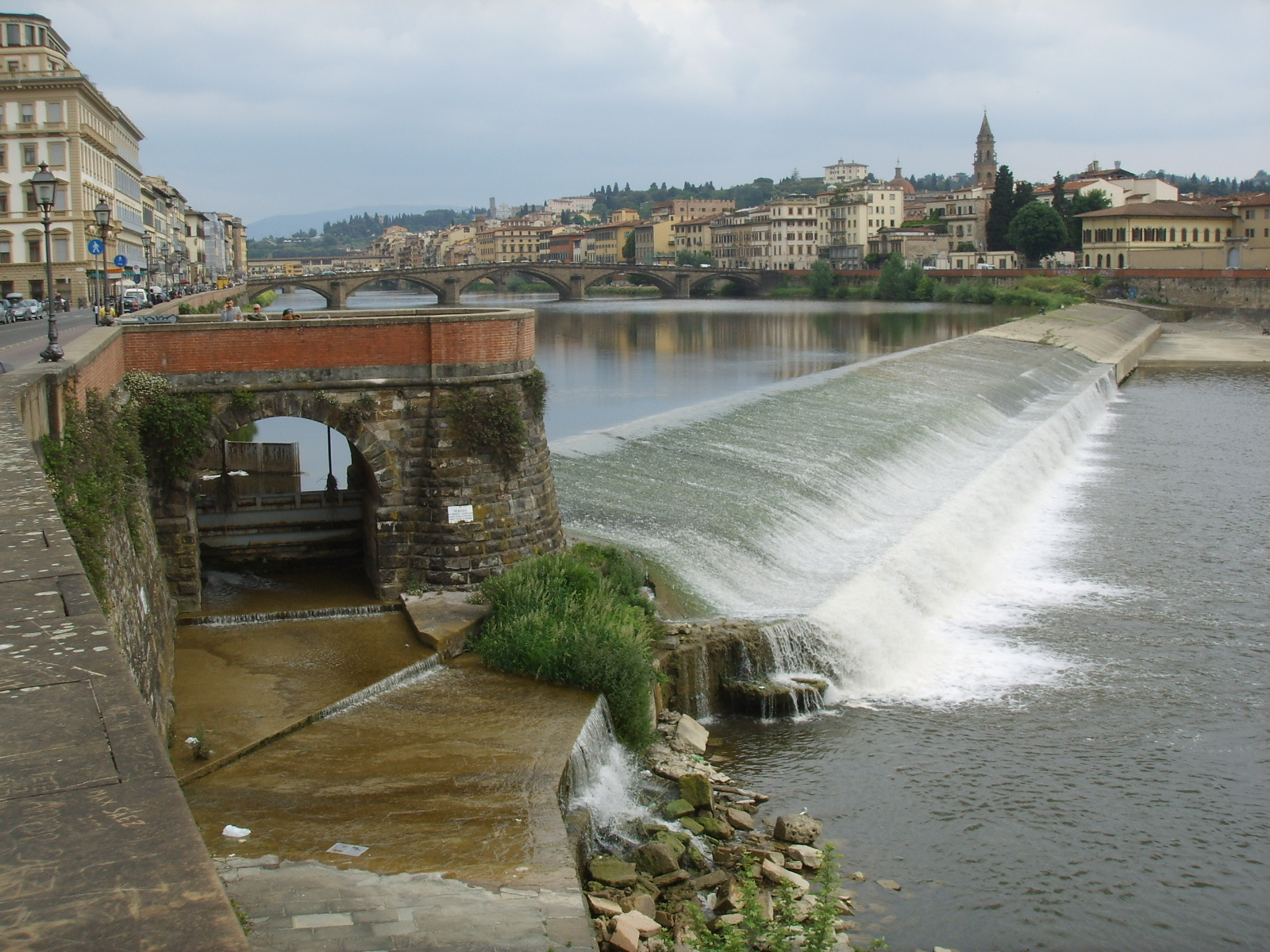
圣罗莎水坝

沿街为19世纪的宏伟建筑，其中有许多开设酒店，包括布里斯托尔酒店、佛罗伦萨酒店、华盛顿酒店、和平酒店和大酒店，受到喜爱阿诺河、San Frediano in Cestello教堂和贝洛斯瓜尔多山景色的富裕的外国人的欢迎。沿河还有亚美利哥·韦斯普奇桥，连接索代里尼滨河路（Lungarno Soderini），以及法瓦尔别墅等贵族和士绅家族的府邸、圣罗莎水坝（Pescaia di Santa Rosa）、加里波第纪念碑、卡尔卡尼尼宫（美国领事馆）。奥地利和摩纳哥领事馆也位于此路。